# Žaga (Bovec)
Žaga é uma vila localizada no município de Bovec na Eslovênia. Possuía uma população estimada de 312 habitantes em 2020.